# Bihartorda
Bihartorda község Hajdú-Bihar vármegyében, a Püspökladányi járásban.

## Fekvése
Hajdú-Bihar vármegyében, a sárréti tájegységben fekszik. Szomszédai: észak felől Sáp, kelet felől Bakonszeg, dél és délnyugat felől Nagyrábé, nyugat felől pedig Bihardancsháza; északkeleti irányból a község határa berettyóújfalui külterületekkel is érintkezik.

### Megközelítése
A településen, nagyjából nyugat-keleti irányban végighalad a Biharnagybajom-Berettyóújfalu közti 4213-as út nyomvonala, közúton ezen érhető el a legegyszerűbben a 4-es és a 47-es főutak felől is. A megyeszékhellyel, Debrecennel a város határától idáig húzódó 4805-ös, Bihardancsházával pedig a 4226-os út köti össze.
Vasútvonal nem érinti, a legközelebbi vasútállomás a Püspökladány–Biharkeresztes-vasútvonal Sáp vasútállomása a névadó településen.

## Története
Bihartorda neve már a Váradi regestrumban feltűnt, egyik lakosával kapcsolatban.
A hagyomány szerint a község nem mostani helyén, hanem a Pusztakovácsihoz tartozó Sebes tanya körül feküdt egykor, de a török világban elpusztult, s akkor telepedtek le lakosai a falu mostani helyére.
1452-ben a Torday család volt a birtokosa, mely itt pallosjogot is nyert.
A település birtokosai a későbbiekben a Nadányi, Fáy családok, majd a kir. kincstár és Székely Gábor birtoka volt.
1659-ben a törökök a települést feldúlták, de előző helyétől kissé távolabb újratelepült.
Az 1732 évi összeíráskor a faluban a Nadányi, Baranyi, és az Elek családok nevei fordultak elő.
A községben a Fáy családnak szép kúriája is épült az 1800-as évek elején.
Bihartordához tartozott régen Pálfoka puszta is.

## Népesség
A település népességének változása:
| Lakosok száma | 968  | 955  | 941  | 927  | 882  | 866  | 831  |
|               | 2013 | 2014 | 2015 | 2021 | 2022 | 2023 | 2024 |

2001-ben a település lakosságának 96%-a magyar, 4%-a cigány nemzetiségűnek vallotta magát.
A 2011-es népszámlálás során a lakosok 91,5%-a magyarnak, 13,1% cigánynak mondta magát (8,4% nem nyilatkozott; a kettős identitások miatt a végösszeg nagyobb lehet 100%-nál). A vallási megoszlás a következő volt: római katolikus 4,8%, református 51,3%, görögkatolikus 0,3%, felekezeten kívüli 24,9% (17,9% nem válaszolt).
2022-ben a lakosság 84,2%-a vallotta magát magyarnak, 7,7% cigánynak, 0,2% románnak, 0,1-0,1% ukránnak, szlovénnek és örménynek, 1,2% egyéb, nem hazai nemzetiségűnek (15,4% nem nyilatkozott; a kettős identitások miatt a végösszeg nagyobb lehet 100%-nál). Vallásuk szerint 33% volt református, 1,6% római katolikus, 0,2% görög katolikus, 0,1% evangélikus, 0,7% egyéb keresztény, 0,5% egyéb katolikus, 0,2% izraelita, 19,7% felekezeten kívüli (43,8% nem válaszolt).

## Közélete

### Polgármesterei
| Időszak   | Név                       | Jelölő szervezet(ek) | Megjegyzés                              |
| --------- | ------------------------- | -------------------- | --------------------------------------- |
| 1990–1994 | Dr. Szabó József          | független            |                                         |
| 1994–1998 | Dr. Szabó József          | független            |                                         |
| 1998–2002 | Dr. Szabó József          | független            |                                         |
| 2002–2006 | Dr. Szabó József          | független            |                                         |
| 2006–2010 | Dr. Szabó József          | független            |                                         |
| 2010–2014 | Módos Imre                | Fidesz               |                                         |
| 2014–2018 | Módos Imre                | Fidesz-KDNP          | hivatalában elhunyt                     |
| 2018–2019 | Serdült János Csaba       | független            | Időközi választás: 2018. szeptember 23. |
| 2019–2021 | Serdült János Csaba       | Fidesz-KDNP          | hivataláról lemondott                   |
| 2021–2022 | Varga Imre alpolgármester | független            | ügyvivő                                 |
| 2022–2024 | Petrucz Sándor            | független            | Időközi választás: 2022. július 24.     |
| 2024–     | Petrucz Sándor            | független            |                                         |

## Nevezetességek
- Református temploma - 1790-ben épült.

## Híres szülöttei
- Daróczy Zoltán (1938. június 23.– 2023. szeptember 12.) matematikus, az MTA tagja.